# Ibérek (Pireneusi-félsziget)

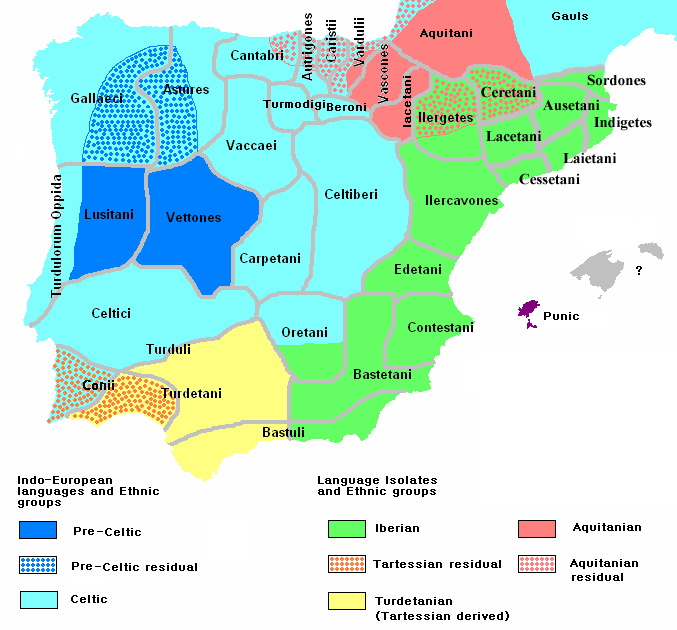
Az Ibériai-félsziget etnikai térképe I. e. 200 körül

Az ibérek történelem előtti időkben az Ibériai-félszigeten éltek. Marcus Terentius Varro említést tett az ibérekről, és Idősebb Plinius azt írta történeti művében (Nat. Hist. III. I. 8), hogy a félszigetet ibérek, perzsák, föníciaiak, kelták és karthágóiak népesítették be.

## Az ibérek eredete
Az ibérek eredetét nem sikerült pontosan megállapítani. Egyes tudósok szerint Észak-Afrikából vándoroltak be, és a berberekkel rokonok. Ismét mások azt állítják régészeti leletekre, antropológiai és genetikai bizonyítékokra hivatkozva, hogy az ibérek a Földközi-tenger keleti részeiből vándoroltak be. Harmadik vélemény szerint Európa őslakóihoz tartoztak, akik egy nagy, megalitikus kultúrát hoztak létre ebben a régióban.

## Az ibérek nyelve
Annyi biztos, hogy nem indoeurópai nyelvet beszéltek, de nem sikerült feltárni eredetét.

## Történetük

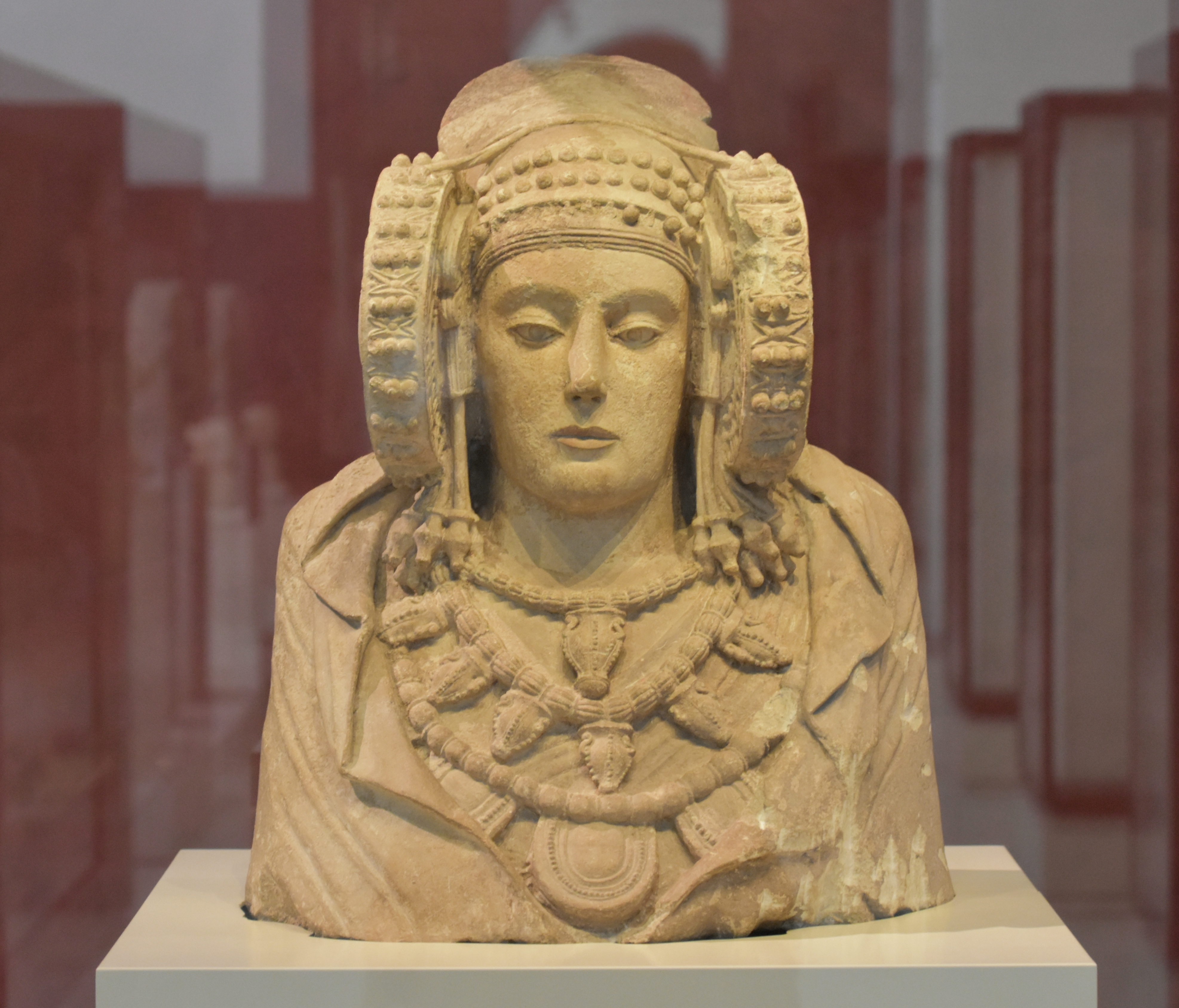
Elchei nő mellszobra (i. e. 450–300)

Az ibérekről az i. e. 6. században tettek először említést a félszigetre költözött görög telepesek. Kezdetben törzsekből álló zárt közösségekben éltek. Értettek a vas feldolgozásához, a bronz megmunkálásához és a földműveléshez. Később városokat alapítottak, ahol társadalmi rétegződés alakult ki. Kereskedelmi kapcsolatban álltak a föníciaiakkal és a görögökkel, akik ezüstöt vásároltak az ibérektől. Az i. e. 450–200 közötti időszakra tehető az ibér kultúra virágkora, amint számos régészeti lelet bizonyítja.
Az I. e. 5. és 4. században érkeztek a kelták kelet felől, elűzték a ligurokat, és a félsziget északi és nyugati részein telepedtek le. Őket, a kelta nyelvű ibériaiakat hívták keltibéreknek. Ebben az időben keletkeztek a keltibér, luzitán (mai Portugália), asztúr és cantaber (Északnyugat-Spanyolország), valamint turdetán (Tartessos mellett) törzsi elnevezések.
Az ibérek délre és keletre szorultak, északkelet felé egészen a mai Dél-Franciaországig. (Pl. Ullastret oppidum Gironában, Ensérune oppidum Hérault megyében). Az ibérek és keltibérek élénk kereskedelmet folytattak a Földközi-tenger partvidékeivel. Ibér kerámiákat találtak Franciaországban, Olaszországban és Észak-Afrikában. Az ibérek szoros kapcsolatban álltak a félsziget görög telepeseivel is.
Az első és második pun háború között rövid ideig Karthágó fennhatósága alá tartoztak, Hannibál seregébe katonákat küldtek. Végül a Római Birodalom alattvalói lettek, és elvesztették politikai és kulturális önállóságukat. A vandál (406), a vizigót (415), s végül a mór (711) uralom végleg megpecsételte sorsukat.

## Fordítás
- Ez a szócikk részben vagy egészben  az   Iberer című német Wikipédia-szócikk fordításán alapul.  Az eredeti cikk szerkesztőit annak laptörténete sorolja fel. Ez a jelzés csupán a megfogalmazás eredetét és a szerzői jogokat jelzi, nem szolgál a cikkben szereplő információk forrásmegjelöléseként.